# الفوسفات في السعودية
الفوسفات في السعودية في عام 2019، كانت السعودية تحتل المركز السابع عالميا في كمية احتياطيات الفوسفات والتي بلغت (1.4) مليار طن متري. والثالث عالمیا في إنتاج الفوسفات، وتحتضن منطقة الحدود الشمالية من المملكة حوالي 7% من المخزون العالمي من الفوسفات.

## وعد الشمال
وعد الشمال، مدينة تقع في غرب مُحافظة طريف، آخر محطات الضخ على خط التابلاين سابقاً، أصبحت اليوم، أولى محطات سلسلة صناعة الفوسفات السعودية العملاقة.تبلغ مساحة مدينة وعد الشمال الصناعية 440 كيلومتر، لصناعة الفوسفات فقط، وتتضمن المدينة منطقة خدمات ومركز لإنتاج الغاز التقليدي ومنطقة صناعية وأخرى سكنية ومعهد للتعدين، وتولت شركة «معادن» اقامة البنية التحتية للمدينة. تعتبر وعد الشمال مركز قطاع التعدين في المملكة، وتُسهم في دفع عجلة النمو الاقتصادي والصناعي في المنطقة النائية شمال المملكة، وذلك من خلال تطوير أعمال جديدة في قطاع التعدين والمعادن، وإنشاء صناعات تكرير ومعالجة ذات قيمة مضافة، كصناعة الزجاج والمواد البلاستيكية. تُشير التقديرات إلى أن وعد الشمال ستؤدي إلى تحقيق زيادة في إجمالي الناتج المحلي من القطاعات غير النفطية تصل إلى %3، وهو ما يعادل 24 مليار ريال سنويًا، كما من المتوقع أن يؤدي ذلك إلى توفير حوالي 30 ألف فرصة عمل للشباب السعودي، وخاصة لأبناء المنطقة الشمالية.

### المرحلة الأولى
افتتح الملك سلمان بن عبد العزيز في يوم الخميس، 22 نوفمبر / تشرين الثاني 2018، المرحلة الأولى من مشروع وعد الشمال بتكلفة ناهزت 14.7 مليار دولار، ووضع حجر الأساس للمرحلة الثانية التي ستتكلف 8 مليارات دولار.

### المرحلة الثانية
استثمارات المملكة في المرحلة الثانية من المشروع تبلغ 31 مليار ريال (8 مليارات دولار)، تشمل معمل الأسمدة الفوسفاتية، الذي تبلغ طاقته 3 ملايين طن سنويًا، إلى جانب استكمال تطوير البنية التحتية، وباكتمال هذه المرحلة، سيرتفع إنتاج المملكة إلى 9 ملايين طن سنويًا، لتُصبح ثاني أكبر منتج للأسمدة الفوسفاتية في العالم، بالإضافة إلى تعزيز الدخل الوطني.

## شركة التعدين العربية السعودية
تنتج شركة التعدين العربية السعودية المعروفة اختصارا باسم معادن فوسفات الأمونيوم كالفوسفات ثنائي الأمونيوم (DAP) والفوسفات أحادي الأمونيوم (MAP) الأكثر استخداماً في الزراعة الحديثة. وتخطط الشركة لإدخال مركبات فوسفات جديدة لتصبح واحدة من أكبر الشركات الموردة للأسمدة الفوسفاتية في العالم.
تشمل أعمال شركة معادن:

### شركة معادن للفوسفات MPC
هي مشروع مشترك بين شركة معادن بنسبة (70%) والشركة السعودية للصناعات الأساسية (سابك) بنسبة (30%) باستثمار تقدّر قيمته بـ 5.6 مليار دولار (21 مليار ريال سعودي)، وتبلغ طاقته الإنتاجية الكلية 3 ملايين طن من فوسفات الأمونيوم في السنة. وتعمل الشركة في موقعين رئيسيَين: موقع الجلاميد شماليّ السعودية، حيث يقع منجم الفوسفات ومصنع لتركيز الخام، وموقع رأس الخير في المنطقة الشرقية، الذي يحتوي على مصنع متكامل لإنتاج الأسمدة والكيماويات.
ينتج المنجم حوالي 11.6 مليون طن من خام الفوسفات في السنة، تتم معالجته في المصنع لرفع نسبة تركيز الخام والذي ينتج حوالي 5 ملايين طن سنوياً من الخام عالي التركيز. وقد قامت شركة معادن للفوسفات بالاستثمار في موقع منجم الجلاميد من حيث البنية التحتية وذلك من خلال إنشاء محطة للطاقة الكهربائية، ومرافق لإنتاج ومعالجة المياه الصالحة للشرب، وشبكة اتصالات، إضافة إلى شبكة مواصلات لتسهيل عمليات التنقيب والإنتاج.
يتمّ نقل مركّزات الفوسفات من الجلاميد بواسطة السكك الحديدية إلى رأس الخير لتصنيع الأسمدة الفوسفاتية وذلك عبر عدد من المنشآت بما في ذلك مصنع حمض الفوسفوريك، ومصنع حمض الكبريتيك، ومصنع الأمونيا، ومصنع فوسفات ثنائي الأمونيوم، ومحطة لتحلية المياه.
وبكامل طاقتها، تستطيع شركة معادن للفوسفات إنتاج 3 ملايين طن من فوسفات ثنائي الأمونيوم سنوياً، ويتم بيع معظمها إلى الأسواق الدولية.

### شركة معادن وعد الشمال للفوسفات MWSPC
شركة معادن وعد الشمال هو مشروع مشترك بين شركة معادن (60%) وشركة سابك (15%) وشركة موزاييك (25%)، ما يجعله أكبر مجمّع للفوسفات في العالم. ويتضمن المشروع 7 مصانع ذات مستوى عالمي وشركات تابعة بحجم استثمارات تبلغ 8 مليارات دولار تقريباً (31 مليار ريال سعودي).
تتمتع شركة معادن وعد الشمال للفوسفات بقدرة على إنتاج 3 ملايين طن من الأسمدة تشمل فوسفات ثنائي الأمونيوم، وفوسفات أحادي الأمونيوم والأسمدة الفوسفاتية المركّبة، بالإضافة إلى 440 ألف طن من المنتجات التحويلية، بما في ذلك حمض الفوسفوريك النقي المستخدم في الصناعات الغذائية، وثلاثي بولي فوسـفات الصوديوم المستخدم في تصنيع المنظّفات، ومنتجَيْ فوسفات أحادي وثنائي الكالسيوم المستخدمَيْن في تصنيع أعلاف الحيوانات.
وقد تم بناء مصانع تكميلية لإنتاج الأسمدة القائمة على الأمونيا والفوسفات بالقرب من مرافق الميناء في رأس الخير؛ بحيث يتم الربط بين الموقعين من خلال السكك الحديدية في الشمال والجنوب. =بدأ المشروع في عام 2017، ورفع من مكانة معادن كلاعب رئيسي في سوق الفوسفات العالمي.

### مشروع الفوسفات الجديد
في أواخر عام 2016، أعلنت شركة معادن أنها ستجري دراسة جدوى لتحديد مشروع الأسمدة الفوسفاتية من المستوى الثالث في منطقة وعد الشمال. في أكتوبر 2018، وقعت شركة معادن اتفاقية بقيمة 892 مليون دولار أمريكي (3.35 مليار ريال سعودي) مع شركة دايليم الكورية الجنوبية لبناء أول مصنع ضمن المشروع: مصنع لإنتاج الأمونيا بقدرة استيعابية تصل إلى 1.1 مليون طن سنوياً. سيزيد مشروع الفوسفات الجديد من قدرت معادن الإنتاجية إلى 9 ملايين طن سنوياً وسيعزز من مكانة المملكة كأكبر منتج ومصدر للفوسفات.

## الخط الحديدي
الشركة السعودية للخطوط الحديدية "سار" ساهمت بتطوير وتأسيس مدينة وعد الشمال الصناعية من خلال ربط المدينة بشبكة خطوط حديدية بقطار الشمال، وتخصيص خط يبلغ طوله 1550 كيلو مترًا، هو الأطول في الشرق الأوسط. بمقطورات مخصصة لنقل المعادن، لتصبح الشريان الاستراتيجي لنقل وصناعة التعدين بالمملكة.
ويتصل الخط الحديدي بمدينة وعد الشمال الصناعية عبر خط حديدي بالشبكة الحديدية لقطار الشمال، إضافة إلى تنفيذ وصلة لربط معامل الكبريت المصهور التابعة لشركة أرامكو في منطقة واسط وبري، وإلى مدينة رأس الخير على الساحل الشرقي.
قطارات «سار» للمعادن تساهم في ترشيد كفاءة الطاقة وحماية البيئة، وتوفير ما نسبته 70% من وقود الديزل الذي تحتاجه الشاحنات لنقل الكميات نفسها من مدينة وعد الشمال وإليها، بالإضافة لتخفيف العبء عن الطرق العامة والمحافظة على بنيتها التحتية مدة أطول، والحد من حوادث الطرق، حيث يزيح قطار التعدين أكثر من 70 ألف شاحنة شهريًا عن الطرق.
منذ بدء تدشين نقل المعادن بالقطارات في عام 2011، تمكنت قطارات «سار» من نقل أكثر من 37 مليون طن من الفوسفات، والبوكسايت، والكبريت المصهور، وحمض الفوسفوريك، ووصل عدد الشحنات التي تخص مدينة وعد الشمال إلى نحو مليوني طن.
سلسلة جبال الدرع العربي أوجدت مصدرا غنیا من معادن الذھب والفضة والزنك والنحاس والبلاتین، إضافة إلي خامات الیورانیوم والتتانیوم واللیثیوم، فضلا عن أكبر الاحتیاطات العالمیة من الفوسفات والبوكسات وخام الألمنیوم.وأكد الرمال أن المملكة تمتلك 6 %من مخزونات العالم من خام الیورانیوم، كما أن كمیة الذھب المستكشفة تصل إلى 900 ملیار ریال، فیما تقدرمخزونات الفضة بـ560 ملیار ریال، وفق أرقام رسمیة.